# HD 138936
HD 138936，又名BD+02 2977，SAO 121071、HR 5791，是一颗恒星，视星等为6.56，位于銀經6.98，銀緯43.28，其B1900.0坐标为赤經15h 30m 1.2s，赤緯+2° 43.28′ 14″。